# Christophe Hanze
Christophe Hanze, né le 7 novembre 1966 à Uccle (province du Brabant), est un auteur de bande dessinée et illustrateur belge.

## Biographie
Christophe Hanze naît le 7 novembre 1966 à Uccle, une commune bruxelloise.
Il est marqué par le trait vif des aventures de Lucien Brindavoine La Fleur au fusil pendant ses années de collège,. À l'instar de Tardi, il remplit ses cahiers de dessins en compagnie d'un autre futur professionnel, Jean-Luc Cornette.
Ensemble, ils réalisent leurs premières histoires et suivent les cours de l'Institut Saint-Luc de Bruxelles dans la section bande dessinée. Il travaille ensuite comme directeur artistique en agence de publicité pendant quatre ans : Garbarski RSCG (1989-1990) et DDB Needham (1991-1992), avant de se lancer en indépendant dans l'illustration jeunesse en 1992. Il collabore à plusieurs magazines de la maison d'édition Averbode dont Tremplin, Bonjour, I.D. Magazine et au livre jeunesse de Rainbow Graphics. Il commence la série Robert et les Monstres avec le scénariste Jean-Luc Cornette aux éditions Casterman en 1997. L'année suivante, il publie le second et dernier volume de cette série. Toujours avec ce même scénariste, il réalise l'adaptation en bande dessinée de la nouvelle d'Oscar Wilde, Le Fantôme des Canterville pour lequel il construit des univers délirants, publié dans la collection « Jeunesse » aux éditions Delcourt en 2003,.
Comme illustrateur pour enfant, il réalise Yann et la baleine et Théo sur des textes de Jerry Frissen dans la collection « Père Castor » des éditions Flammarion de 1997 à 1998 et SOS fantôme en détresse (2001), Enquête à la colo (2003) dans la collection « Cadet » des éditions toulousaines Milan,. Son style est marqué par la souplesse de ses personnages, ses couleurs directes à la peinture acrylique sur fond de matières.
En outre, il participe aux albums collectifs La Fontaine aux fables t. 3 (Delcourt, 2006) et Les Fables de La Fontaine et Hitler (Nouvelles Éditions Latines, 2010),.
Comme coloriste, on lui doit la participation à la mise en couleur de la réédition du 26e tome de la série Alix de Jacques Martin intitulé L'Ibère en 2010.

## Œuvres

### Albums de bande dessinée

#### Robert
- 1. Robert contre Dracula[10], Casterman, Tournai, janvier 1997
Scénario : Jean-Luc Cornette - Dessin : Christophe Hanze - Couleurs : quadrichromie -  (ISBN 2-203-37602-3)
- 2. Robert contre la créature du lac de la vase molle[6], Casterman, Tournai, août 1998
Scénario : Jean-Luc Cornette - Dessin : Christophe Hanze - Couleurs : quadrichromie -  (ISBN 2-203-37603-1)

#### Le Fantôme des Canterville
- Le Fantôme des Canterville[11], Delcourt, coll. « Jeunesse », Paris, avril 2003
Scénario : Jean-Luc Cornette - Dessin : Christophe Hanze - Couleurs : quadrichromie -  (ISBN 2840553244) — Adapté d'Oscar Wilde.

### Collectifs
- La Fontaine aux fables
  - Tome 3, Delcourt, novembre 2006  (ISBN 2847899324)
  - Intégrale, Delcourt, novembre 2010  (ISBN 9782756024905)
- Les Fables de La Fontaine et Hitler, Nouvelles Éditions Latines, Paris, août 2010
Scénario : La Fontaine - Dessin : collectif dont Christophe Hanze - Couleurs : quadrichromie -  (ISBN 978-2-7233-9699-8),Adaptation de l'œuvre de Jean de La Fontaine. Participation : Le Laboureur et ses Enfants.

### Illustrations
- Yann et la baleine, Flammarion, coll. « Père Castor », Paris, 1997
Scénario : Jerry Frissen - Dessin : Christophe Hanze - Couleurs : quadrichromie -  (ISBN 2-08160425-6)
- Théo, Flammarion, coll. « Père Castor », Paris, 1997
Scénario : Jerry Frissen - Dessin : Christophe Hanze - Couleurs : quadrichromie -  (ISBN 9782081604995)
- Père Noël sait tout faire, Flammarion, coll. « Père Castor », Paris, 1998
Scénario et dessin : Christophe Hanze - Couleurs : quadrichromie -  (ISBN 9782081605008)
- Lisa et le mystère de la forêt, La Martinière jeunesse, Paris, 1998
Scénario : Jerry Frissen - Dessin : Christophe Hanze - Couleurs : quadrichromie -  (ISBN 2-7324-2472-2)
- SOS fantôme en détresse[12], Milan, coll. « Cadet », Toulouse, mai 2001
Scénario : Natalie Zimmermann - Dessin : Christophe Hanze - Couleurs : quadrichromie -  (ISBN 2-7459-0311-X)
- Enquête à la colo, Milan, coll. « Cadet », Toulouse, 1er trimestre 2003
Scénario : Michel Piquemal - Dessin : Christophe Hanze - Couleurs : quadrichromie -  (ISBN 2745908588)
- 8 Partie remise, Averbode, 2003
Scénario : Elsa Devernois - Dessin : Christophe Hanzecoll. « Récits-express, ISSN 1373-2404 num. 8 »
- Le Secret du phare auteur : Dorothée Piatek, Éditions Averbode, coll. « Récits express »no 2, 2006[13].

#### Livres
: document utilisé comme source pour la rédaction de cet article.
- Jean Pirotte (dir.) et Luc Courtois, Du régional à l'universel. : L'imaginaire wallon dans la bande dessinée., Louvain-la-Neuve, Fondation wallonne Pierre-Marie et Jean-François Humblet, 1999, 310 p. (ISBN 978-2-9600072-3-7 et 2960007239, OCLC 1075833932), p. 229.  lire sur Google Livres
- Jacques Fiérain, « Hanze, Christophe », dans La BD à Bruxelles et en Brabant, Charleroi, Éd. l'Âge d'or, avril 2003, 144 p., ill. ; 31 cm (ISBN 9782960119664 et 2960119665, OCLC 470388171, présentation en ligne), p. 69.
- Philippe Mellot, Michel Denni, Laurent Turpin et Isabelle Morzadec, Trésors de la bande dessinée : BDM 2023-2024 - Catalogue encyclopédique et Argus, Paris, Les Arènes, novembre 2022, 23e éd., 1677 p., ill. ; 23 cm (ISBN 9791037507280, OCLC 1351462460, présentation en ligne), p. 483, 1084. .